# Adolf Joarizti i Lasarte
Adolf Joarizti i Lasarte (Barcelona, 1835 - 1871) fou un escriptor i polític català, pioner del fotogravat a Catalunya.

## Biografia
Era germà de Miquel Joarizti Lasarte. Fou redactor del diari barceloní La Corona de Aragón. Després s'establí un temps a Madrid, on fou redactor de La Discusión. Allí participà en la revolta de la caserna de San Gil de 1866. Participà activament en la revolució de 1868 a Madrid i fundà el diari La Igualdad.
Un cop triomfà la revolució, es va adherir al Partit Republicà Democràtic Federal, amb el qual fou elegit diputat per Manresa a les eleccions generals espanyoles de 1869. Participà en la insurrecció federalista de 1869, raó per la qual hagué d'exiliar-se fins a l'agost de 1870. Fou novament elegit diputat per Terrassa a les eleccions generals espanyoles de 1871, però va morir poc després.

## Obres
- Los progresistas, los demócratas y los individualistas (1861)
- Viaje dramático alrededor del mundo (1864)